# Гапон Володимир Аркадійович
Володимир Аркадійович Гапон (нар. 3 серпня 1979 року в м.Луцьку) — український футболіст, півзахисник.
Виступав за команди «Волинь», «Чорноморець», «Сигнал», «Уралан», «Нива» Вн, «Нафтовик-Укрнафта», «Десна». У вищій лізі чемпіонату України дебютував 20 травня 1995 року, вийшовши на заміну на 84-ій хвилині матчу «Динамо» — «Волинь» у віці 15 років 9 місяців, ставши другим наймолодшим футболістом в історії вищої ліги чемпіонату України (після Юрія Феніна).
З 2013 року Володимир Гапон старший тренер ДЮФШ "ВОЛИНЬ" - Група 1999 р.н. (U-15)